# D4L
I D4L sono un gruppo rap statunitense proveniente da Atlanta in Georgia. I membri sono Fabo, Mook B., Stoney (conosciuto anche come Stuntman) e Shawty Lo. Fabo è quello che emerge di più fra tutti per la sua personalità, ed il suo stile.

## Storia del gruppo
I D4L (sigla che sta per "Down For Life"), vengono da Atlanta, e sono uno dei gruppi di maggior successo della zona. Il gruppo nasce nel 2003 dagli MC's Fabo, Mook B, Stoney e Shawty Lo, tutti ragazzi di strada, ma uniti da un comune interesse, la musica. Il gruppo vede la luce grazie a Shawty Lo che, lavorando nella strada riesce a sostenere una vita piena di ricchezze, nota gli altri giovani e decide di investire il proprio denaro per formare un gruppo ed incidere alcuni pezzi. Il successo dei giovani fa in modo che riescano ad ottenere un contratto con la Dee Money Entertainment/Hitt Afta Hitt Management.
Nel 2005 arrivano i successi maggiori per il gruppo, dopo il dirty south anthem "Betcha Can't Do It Like Me", arriva il tormentone "Laffy Taffy", che raggiunge i primi posti delle classifiche e martella radio e televisioni musicali prima del sud e poi di tutti gli states. 
Sempre nel 2005 esce "Down For Life" primo disco per il gruppo, prodotto dalla Dee Money e dalla Asylum Records. 
Il motto dei D4L è: 
Nel 2006 Fabo partecipa al singolo di Bohagon, ed anche dei Crime Mob "Wuz Up" prodotta dal beatmaker di Atlanta Lil Jon.
Nell'estate 2007 i D4L si preparano a sfornare un nuovo disco "Still Down", ed anche Fabo prepara il suo album di debutto da solista "GIK Music".
Inoltre il gruppo è scritturato sotto l'etichetta del noto rapper di Houston, Mike Jones.

## Discografia

### Album
- 2005 - Down for Life

### Singoli
- 2005 - Laffy Taffy
- 2006 - Betcha Can't Do It Like Me